# Lijst van Tweede Kamerleden voor de CPN
Een overzicht van alle voormalige Tweede Kamerleden voor de Communistische Partij van Nederland (CPN).
| Tweede Kamerlid           | Begindatum        | Einddatum         |
| ------------------------- | ----------------- | ----------------- |
| Marcus Bakker             | 7 november 1956   | 15 september 1982 |
| Cor Borst                 | 11 april 1946     | 14 juli 1952      |
| Cor Borst                 | 13 december 1956  | 31 maart 1962     |
| Ina Brouwer               | 10 juni 1981      | 2 juni 1986       |
| Frits Dragstra            | 7 december 1972   | 7 juni 1977       |
| Roestam Effendi           | 8 juni 1937       | 18 januari 1946   |
| Marius Ernsting           | 7 september 1983  | 2 juni 1986       |
| Evelien Eshuis            | 16 september 1982 | 2 juni 1986       |
| Henk Gortzak              | 27 juli 1948      | 14 april 1958     |
| Paul de Groot             | 20 november 1945  | 31 januari 1966   |
| Jan Haken                 | 4 juni 1946       | 2 juli 1956       |
| Huub Hermans              | 13 augustus 1948  | 17 augustus 1951  |
| Henk Hoekstra             | 5 juni 1963       | 1 december 1977   |
| Jan Hoogcarspel           | 4 juni 1946       | 14 juli 1952      |
| Tjalle Jager              | 11 april 1962     | 21 februari 1967  |
| Dries Koenen              | 4 juni 1946       | 26 juli 1948      |
| Wim Kremer                | 23 februari 1967  | 6 december 1972   |
| André de Leeuw            | 7 december 1972   | 7 juni 1977       |
| Rie Lips-Odinot           | 16 oktober 1951   | 2 juli 1956       |
| Rie Lips-Odinot           | 6 november 1956   | 14 april 1958     |
| Fré Meis                  | 11 mei 1971       | 7 juni 1977       |
| Brecht Willemse           | 4 juni 1946       | 26 juli 1948      |
| Annie van Ommeren-Averink | 8 februari 1966   | 21 februari 1967  |
| Frits Reuter              | 15 juli 1952      | 22 februari 1958  |
| Wim van het Schip         | 23 februari 1967  | 7 juni 1977       |
| Fred Schoonenberg         | 4 juni 1946       | 26 juli 1948      |
| Gijs Schreuders           | 2 februari 1982   | 5 september 1983  |
| Jef Spijkers              | 4 juni 1946       | 26 juli 1948      |
| Benno Stokvis             | 4 juni 1946       | 14 juli 1952      |
| Louis de Visser           | 8 juni 1937       | 15 september 1941 |
| Gerben Wagenaar           | 20 november 1945  | 14 april 1958     |
| David Wijnkoop            | 8 juni 1937       | 6 mei 1941        |
| Joop Wolff                | 23 februari 1967  | 7 juni 1977       |
| Joop Wolff                | 22 december 1977  | 31 januari 1982   |